# Addington (Kornwalia)
Addington – wieś w Anglii, w Kornwalii. Leży 86 km na północny wschód od miasta Penzance i 325 km na zachód od Londynu.